# Jonathan Midol
Jonathan Midol (Annecy, 13 de enero de 1988) es un deportista francés que compite en esquí acrobático, especialista en la prueba de campo a través.
Participó en los Juegos Olímpicos de Sochi 2014, obteniendo una medalla de bronce en el campo a través.

## Medallero internacional
| Juegos Olímpicos | Juegos Olímpicos | Juegos Olímpicos  | Juegos Olímpicos |
| Año              | Lugar            | Medalla           | Competición      |
| ---------------- | ---------------- | ----------------- | ---------------- |
| 2014             | Sochi (Rusia)    | Medalla de bronce | Campo a través   |